# Taittirīya Upaniṣad
La Taittirīya Upaniṣad è una Upaniṣad appartenente al Kṛṣṇa Yajurveda, lo Yajurveda "nero". Collocata a breve distanza temporale dalle prime Upaniṣad, la Bṛhadāraṇyaka e la Chāndogya, ha contenuto prevalentemente rituale con spiegazioni cosmologiche.